# هورلینگ

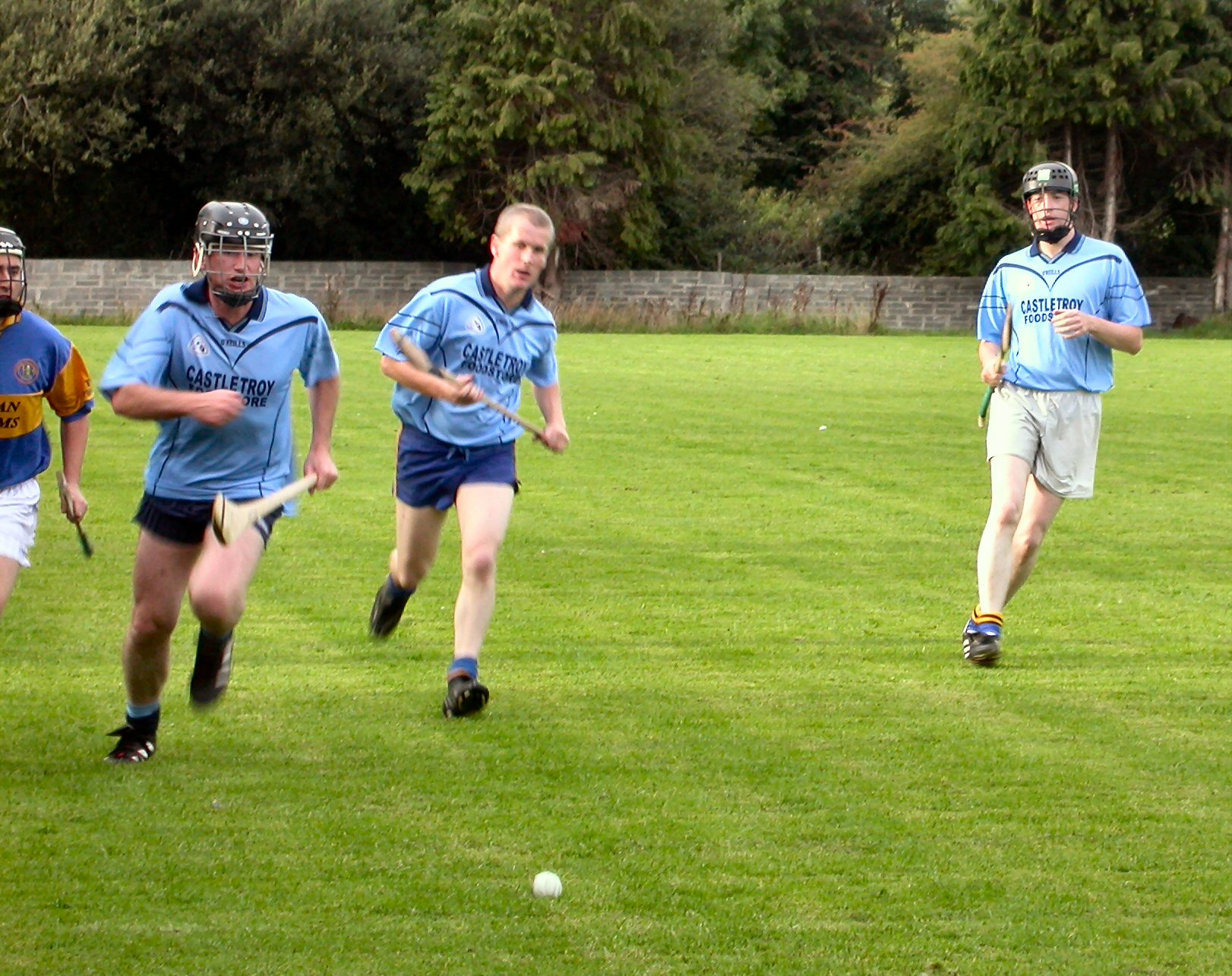
یک بازی هورلینگ

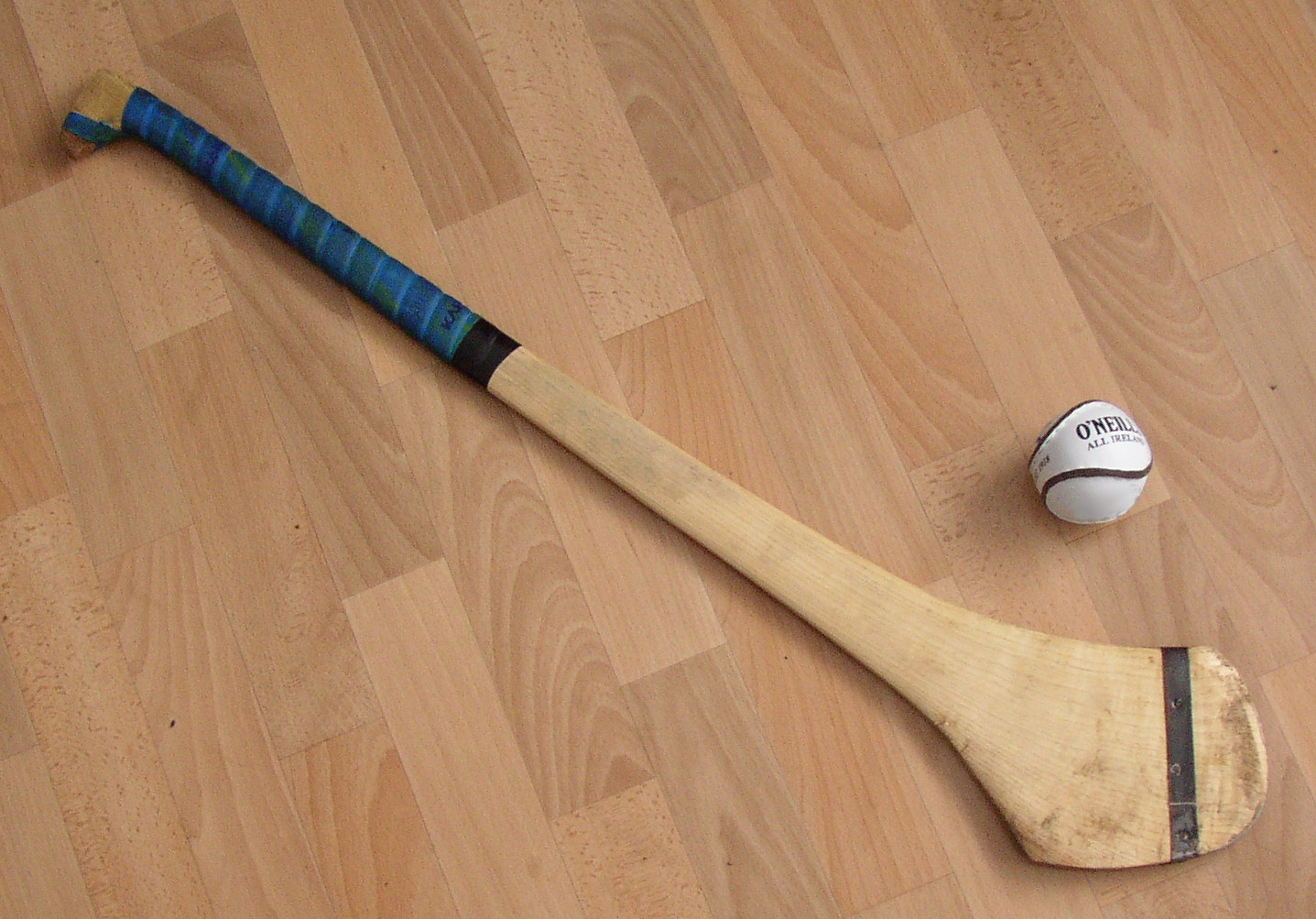
دسته و توپ این ورزش

هورلینگ (ایرلندی: iománaíocht/iomáint)؛ یک ورزش تیمی و از ورزش‌های بیرون از سالن محسوب می‌شود که سرچشمهٔ آن به کشور ایرلند بازمی‌گردد. هر بازی این ورزش دارای دو تیم است. هر تیم از ۱۵ بازیکن تشکیل می‌شود. توپ مخصوص این ورزش (sliotar) که قطر آن به ۷۲ میلی‌متر و وزن آن به ۱۲۰ گرم می‌رسد، جزء اصلی این بازی است. هر بازیکن باید دارای دسته‌ای چوبی (hurley) نیز باشد. این دسته بین ۲۴ تا ۳۶ اینچ طول دارد.